# Charles Winninger
Charles J. Winninger (Athens, 26 de maio de 1884 - Palm Springs, 27 de janeiro de 1969) foi um ator de teatro e cinema americano, mais frequentemente escalado em comédias ou musicais. 

## Biografia
Winninger começou como ator de vaudeville. Seu papel mais famoso foi como o capitão Andy Hawks na produção original do Show Boat, o clássico musical Jerome Kern / Oscar Hammerstein II, em 1927. Ele desempenhou o papel no renascimento do palco de 1932 e na versão cinematográfica de 1936 do programa. Ele ficou tão identificado com o papel e com sua "persona" como capitão de um barco que desempenhou várias variações do papel, principalmente no programa de rádio Maxwell House Show Boat, que foi claramente inspirado no musical da Broadway. 
A carreira cinematográfica pré-Code de Winninger inclui Night Nurse, um drama de Barbara Stanwyck de 1931 sobre duas meninas sendo sistematicamente mortas de fome pelo motorista da família, interpretado por Clark Gable. Winninger retrata um médico gentil que tenta salvar as crianças que sofrem. Após o filme de Show Boat, em 1936, Winninger apareceu em Three Smart Girls, de 1936 (como o pai do personagem de Deanna Durbin), Nothing Sacred de 1937 (como o médico bêbado que erroneamente diagnosticou o personagem de Carole Lombard), Destry Rides Again (1939) como Wash, o xerife), Ziegfeld Girl de 1941 (como o pai do personagem de Judy Garland) e State Fair de 1945 (como Abel Frake). Ele voltou à Broadway apenas mais uma vez - para o renascimento de 1951 da música no ar de Kern e Hammerstein. 
Winninger teve o papel principal em apenas um filme, The Sun Shines Bright, de 1953, o remake de Judge Priest por John Ford. Winninger desempenhou o papel que Will Rogers retratou em 1934. 
Winninger fez uma aparição notável na televisão em 1954 em I Love Lucy como Barney Kurtz, o ex-parceiro vaudeviliano de Fred Mertz (interpretado por William Frawley) em um episódio intitulado "Mertz and Kurtz". Ele fez seu último filme em 1960. 

## Vida pessoal
Em 12 de novembro de 1912, Winninger se casou com a atriz Blanche Ring. Eles se divorciaram em 12 de junho de 1951.  Ele se casou com Gertrude Walker em 1951, permanecendo juntos até sua morte. 

## Morte
Winninger morreu em 1969 e está enterrado no Forest Lawn Memorial Park, em Hollywood Hills, Los Angeles.

## Reconhecimento
Em 1960, Winninger recebeu uma estrela na Calçada da Fama de Hollywood por suas contribuições no rádio. 

## Filmografia completa
- Mister Flirt in Wrong (1915, Short) - Mr. Rawsberry
- Lizzie's Shattered Dreams (1915, Short) - 2nd Stranger from the City
- The Doomed Groom (1915, Short) - The Groom
- A September Mourning (1916, Short) - The Artist
- Pied Piper Malone (1924) - Louie - the Barber
- The Canadian (1926) - Pop Tyson
- Summer Bachelors (1926) - Preston Smith
- Soup to Nuts (1930) - Otto Schmidt
- Fighting Caravans (1931) - Marshall
- Bad Sister (1931) - Mr. Madison
- Gun Smoke (1931) - Tack Gillup
- God's Gift to Women (1931) - John Churchill
- Night Nurse (1931) - Dr. Bell
- Children of Dreams (1931) - Dr. Joe Thompson
- The Sin of Madelon Claudet (1931) - Photographer
- Flying High (1931) - Doctor Brown
- Husband's Holiday (1931) - Mr. Reid
- Social Register (1934) - Jonesie
- Show Boat (1936) - Cap'n Andy Hawks
- White Fang (1936) - Doc McFane
- Three Smart Girls (1936) - Judson Craig
- Woman Chases Man (1937) - B.J. Nolan
- Cafe Metropole (1937) - Joseph Ridgeway
- The Go Getter (1937) - Cappy Ricks
- You Can't Have Everything (1937) - Sam Gordon
- Nothing Sacred (1937) - Dr. Enoch Downer
- Every Day's a Holiday (1937) - Van Reighle Van Pelter Van Doon
- You're a Sweetheart (1937) - Cherokee Charlie
- Goodbye Broadway (1938) - Pat Malloy
- Hard to Get (1938) - Ben Richards
- Three Smart Girls Grow Up (1939) - Judson Craig
- Babes in Arms (1939) - Joe Moran
- Destry Rides Again (1939) - Washington Dimsdale
- Barricade (1939) - Samuel J. Cady
- If I Had My Way (1940) - Joe Johnson
- Beyond Tomorrow (1940) - Michael O'Brien
- My Love Came Back (1940) - Julius Malette
- Little Nellie Kelly (1940) - Michael Noonan
- Pot o' Gold (1941) - C.J. Haskell
- Ziegfeld Girl (1941) - 'Pop' Gallagher
- The Getaway (1941) - Dr. Josiah Glass
- My Life with Caroline (1941) - Bliss
- Mister Gardenia Jones (1942, Documentary short) - John Jones
- Friendly Enemies (1942) - Karl Pfeiffer
- Coney Island (1943) - Finnigan
- Hers to Hold (1943) - Judson Craig
- A Lady Takes a Chance (1943) - Waco
- Flesh and Fantasy (1943) - King Lamarr (Episode 3)
- Broadway Rhythm (1944) - Sam Demming
- Sunday Dinner for a Soldier (1944) - Dudley 'Granfeathers' Osborne
- Belle of the Yukon (1944) - Pop Candless
- State Fair (1945) - Abel Frake
- She Wouldn't Say Yes (1945) - Doctor Lane
- Lover Come Back (1946) - William 'Pa' Williams, Sr.
- Living in a Big Way (1947) - D. Rutherford Morgan
- Something in the Wind (1947) - Uncle Chester Read
- The Inside Story (1948) - Uncle Ed
- Give My Regards to Broadway (1948) - Albert Norwick
- Father Is a Bachelor (1950) - Professor Mordecai Ford
- Torpedo Alley (1952) - Oliver J. Peabody
- The Sun Shines Bright (1953) - Judge William Pittman Priest
- A Perilous Journey (1953) - Captain Eph Allan
- Champ for a Day (1953) - Pa Karlsen
- Those Were the Days (1953, TV Movie)
- Las Vegas Shakedown (1955) - Ernest Raff
- Raymie (1960) - R.J. Parsons
- The Miracle of the White Reindeer (1960) - Zoo Keeper (final film role)

## Aparições no rádio
| Ano  | Programa                | Episódio / fonte   |
| ---- | ----------------------- | ------------------ |
| 1942 | Philip Morris Playhouse | Inimigos amigáveis |